# Festival de Eurovisión de Jóvenes Músicos
Para la siguiente edición, véase Festival de Eurovisión Jóvenes Músicos 2026
El Festival de Eurovisión de Jóvenes Músicos (Eurovisión Young Musicians) es un concurso bienal organizado por la Unión Europea de Radiodifusión (UER). Se celebra desde 1982, con un formato similar al Festival de Eurovisión, donde cada país miembro de la UER puede participar.
Los participantes deben tener como máximo 19 años de edad. El ganador es elegido por un jurado profesional.
Cabe destacar, que el país más exitoso de este festival es Austria, ya que lo ha ganado en 6 ocasiones.

## Sedes
| Año  | País         | Ciudad      | Lugar                       | Participantes |           |
| ---- | ------------ | ----------- | --------------------------- | ------------- | --------- |
| 1982 | Reino Unido  | Mánchester  | Free Trade Hall             | 6             | 6         |
| 1984 | Suiza        | Ginebra     | Victoria Hall               | 7             | 7         |
| 1986 | Dinamarca    | Copenhague  | Koncerthuset                | 15            | 15        |
| 1988 | Países Bajos | Ámsterdam   | Concertgebouw               | 16            | 16        |
| 1990 | Austria      | Viena       | Musikverein                 | 18            | 18        |
| 1992 | Bélgica      | Bruselas    | Cirque Royal                | 13            | 13        |
| 1994 | Polonia      | Varsovia    | Philharmonic Concert Hall   | 24            | 24        |
| 1996 | Portugal     | Lisboa      | Centro Cultural do Belem    | 17            | 17        |
| 1998 | Austria      | Viena       | Konzerthaus de Viena        | 13            | 13        |
| 2000 | Noruega      | Bergen      | Grieg Concert Hall          | 18            | 18        |
| 2002 | Alemania     | Berlín      | Konzerthaus                 | 20            | 20        |
| 2004 | Suiza        | Lucerna     | Culture and Congress Centre | 17            | 17        |
| 2006 | Austria      | Viena       | Rathausplatz                | 18            | 18        |
| 2008 | Austria      | Viena       | Rathausplatz                | 16            | 16        |
| 2010 | Austria      | Viena       | Rathausplatz                | 15            | 15        |
| 2012 | Austria      | Viena       | Rathausplatz                | 14            | 14        |
| 2014 | Alemania     | Colonia     | Catedral de Colonia         | 14            | 14        |
| 2016 | Alemania     | Colonia     | Catedral de Colonia         | 11            | 11        |
| 2018 | Reino Unido  | Edimburgo   | Usher Hall                  | 18            | 18        |
| 2020 | Croacia      | Zagreb      | Plaza del Rey Tomislav      | Cancelado     | Cancelado |
| 2022 | Francia      | Montpellier | The Corum                   | 9             | 9         |
| 2024 | Noruega      | Bodø        | Stormen Concert Hall        | 12            | 12        |

## Países ganadores
Los ganadores del Festival de Eurovisión de Jóvenes Músicos de todas las ediciones celebradas hasta ahora se resumen en esta tabla:

Mapa de ganadores

| Victorias       | País         | Año/s                              |
| --------------- | ------------ | ---------------------------------- |
| 6               | Austria      | 1988, 1998, 2002, 2004, 2014, 2024 |
| 3               | Polonia      | 1992, 2000, 2016                   |
| 2               | Alemania     | 1982, 1996                         |
| 2               | Países Bajos | 1984, 1990                         |
| 1               |              |                                    |
| República Checa | 2022         |                                    |
| Rusia           | 2018         |                                    |
| Noruega         | 2012         |                                    |
| Eslovenia       | 2010         |                                    |
| Grecia          | 2008         |                                    |
| Suecia          | 2006         |                                    |
| Reino Unido     | 1994         |                                    |
| Francia         | 1986         |                                    |

## Por instrumento

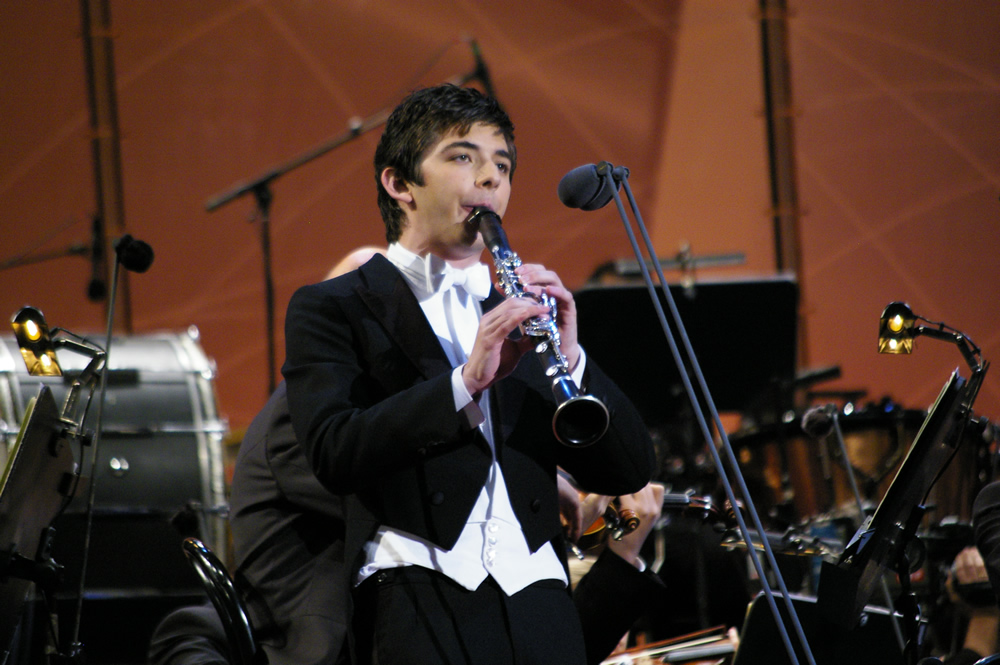
Dionysios Grammenos, ganador de la edición de 2008 representando a Grecia.

| Victorias | Instrumento | Año                                                  | País                                            |
| --------- | ----------- | ---------------------------------------------------- | ----------------------------------------------- |
| 8         | Violín      | 1984, 1988, 1992, 1996, 1998, 2002, 2004, 2014, 2024 | Países Bajos, Austria (x6), Polonia, Alemania   |
| 5         | Piano       | 1982, 1986, 1990, 2000, 2018                         | Alemania, Francia, Países Bajos, Polonia, Rusia |
| 2         | Violonchelo | 1994, 2006                                           | Reino Unido, Suecia                             |
| 1         |             |                                                      |                                                 |
| Saxofón   | 2016        | Polonia                                              |                                                 |
| Viola     | 2012        | Noruega                                              |                                                 |
| Flauta    | 2010        | Eslovenia                                            |                                                 |
| Clarinete | 2008        | Grecia                                               |                                                 |